# Pseudasellodes cassiopeia
Pseudasellodes cassiopeia är en fjärilsart som beskrevs av Max Joseph Bastelberger 1908. Pseudasellodes cassiopeia ingår i släktet Pseudasellodes och familjen mätare. Inga underarter finns listade i Catalogue of Life.